# Shawan, Leshan
Shawan är ett stadsdistrikt i Leshan i Sichuan-provinsen i sydvästra Kina.